# Kotlet schabowy
Kotlet schabowy (vepřová kotleta) je obalovaná vepřová kotleta (s kostí nebo bez kosti) připomínající vídeňský řízek. Je jedním z tradičních a nejoblíbenějších pokrmů polské kuchyně.
Historie polských vepřových kotletek sahá až do 19. století. Recept na vepřové kotlety je prvně uveden v knize Lucyny Ćwierczakiewiczowé s názvem 365 obědů za pět zlotých (365 obiadów za pięć złotych), jež vyšla roku 1860. Vepřová panenka je nakrájena na plátky o tloušťce 1 palce a naklepána paličkou, dokud se neztenčí a nezjemní. Poté se marinuje v mléce s cibulí. Vejce a koření se spojí na samostatném talíři a poté natřou na kotlet. Maso je pak položeno do mouky, pak do vajíčka a poté obaleno strouhankou. Kotlet se většinou servíruje s bramborem, bramborovou kaší, salátem nebo salátem coleslaw.